# Funicolare del Monte dei Cappuccini
La Funicolare del Monte dei Cappuccini fu un impianto a fune a servizio di Torino fra il 1885 e il 1942, realizzato per collegare Corso Moncalieri col Monte dei Cappuccini ove sono presenti, oltre all'omonimo convento, il Museo Nazionale della Montagna "Duca degli Abruzzi" e una terrazza panoramica.
Progettata dall'ingegnere Alessandro Ferretti, esperto in funicolare, questa fu una delle prime in Italia; dopo diversi passaggi di proprietà, la stessa venne chiusa a seguito dei danneggiamenti subiti durante la seconda guerra mondiale.

## Storia
Sull'onda dell'entusiasmo riscosso dalla appena inaugurata Tranvia Sassi-Superga, realizzata nel 1884 e della coeva l'Esposizione internazionale di Torino, l'ing Alessandro Ferretti progettò un impianto di risalita che potesse condurre agevolmente i turisti diretti al monte dei Cappuccini da Borgo Po.

### Una difficile genesi

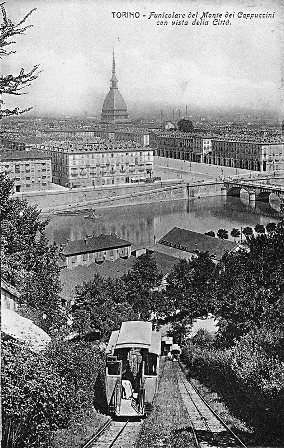
Funicolare e panorama dal Monte dei Cappuccini

La relativa domanda, presentata al Comune di Torino il 29 maggio 1884 e da questo approvata, prevedeva anche la costruzione di un locale adibito a birreria in prossimità della stazione superiore; tale locale, nominato in loco "birraria", una caffetteria, con ambientazione tipica dei bar di montagna. Il consiglio superiore dei lavori pubblici approvò il progetto il successivo 10 ottobre, secondo il primitivo tracciato che sfruttava l'esistente strada ad andamento elicoidale: a causa dei problemi tecnici che afflissero tale impianto, legati al tracciato curvilineo e alla scarsa potenza dell'argano, l'esercizio dello stesso venne sospeso dopo solo due mesi.
Alessandro Ferretti progettò dunque una seconda funicolare, ad andamento rettilineo, approvato dal suddetto organo ministeriale il 19 giugno 1885. Dopo l'esito soddisfacente della visita ispettiva svolta il 12 dicembre, il giorno 17 la Prefettura autorizzò l'avvio dell'esercizio.
La richiesta del primo atto di concessione dell'impianto, avanzata dallo stesso Ferretti, risale al 1887; dall'iniziale durata di 9 anni lo stesso fu in seguito portato a 15 e siglato definitivamente il 1º aprile 1891 con effetto retroattivo e scadenza al 30 giugno 1902.

### Passaggi di proprietà
Il 10 giugno 1892 venne formalizzato il passaggio di proprietà a favore dell'imprenditore agricolo Alfonso Notari di Bologna, che acquistò la funicolare e la birreria per 8.600 lire e ne subappaltò il relativo esercizio, la cui concessione venne prorogata dal Comune di Torino, a seguito degli investimenti effettuati, fino al 30 giugno 1912. A sua volta Notari cedette la proprietà al signor Cesare Pessina con rogito del 19 dicembre 1897.

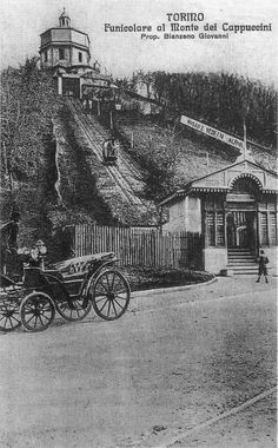
Cartolina d'epoca che evidenzia il proprietario corrente

In accordo con lo scopo dichiarato di entrambe le funicolari di acquisire punti panoramici sulla città, l'impianto per la risalita al monte dei Cappuccini funzionò inizialmente nei soli giorni festivi, al prezzo di 10 centesimi a corsa; successivamente si passò al biglietto di sola salita a 15 centesimi e a quello di andata e ritorno a 20. L'orario venne nel frattempo esteso dalle 8 alle 19, prolungato fino alle 23 durante l'estate.
La frequentazione si mantenne sempre elevata, grazie anche alle varie esposizioni che si tennero nella città a cavallo fra l'Ottocento e il Novecento, nel 1888, 1898, 1902 oltre alla nota Expo 1911 "del Cinquantenario". Nel solo 1898 furono effettuate 5000 corse, trasportando 29.783 passeggeri per un introito lordo pari a 4.470,20 lire e una spesa di poco più della metà.
Con decreto ministeriale n. 1346 del 12 giugno 1901, a seguito dell'entrata in vigore della legge n. 561 del 1896 che regolava la materia, la concessione dell'impianto, fino ad all'ora rilasciata a titolo provvisorio e di volta in volta prorogata, divenne definitiva. Alla morte di Pessina allo stesso subentrò, nel 1912 la moglie Melchiorrina Fiamberti. Ancora una volta la concessione fu oggetto di proroga, per 15 anni, nell'ambito di un progetto di riordino complessivo dell'area che prevedeva la realizzazione di una strada e contestuale demolizione e ricostruzione della birreria.
Un nuovo passaggio di proprietà si ebbe infine nel 1922: la vedova Pessina cedette il complesso costituito dalla funicolare e dalla birreria a Giovanni Bianzeno, cui la concessione fu assegnata per ulteriori 15 anni, con scadenza 30 giugno 1937 e successivamente rinnovata, in attesa dell'elaborazione da parte del Comune di un progetto completo relativo alla risistemazione dell'area, fino al 31 dicembre 1939 e infine al 1945.

### Declino e chiusura
Il secondo conflitto mondiale risultò fatale per la linea: il servizio venne dapprima sospeso nel 1940 per le restrizioni energetiche, in seguito pesantemente danneggiata da un incendio che distrusse lo chalet in legno che costituiva la stazione inferiore, dall'asportazione delle rotaie. Per tali motivi il 31 marzo 1942, nonostante la ristrutturazione in atto dell'annesso museo nazionale della montagna, l'impianto dovette essere chiuso "con sommo ramarico dei torinesi", mentre la birreria rimase in esercizio fino alla morte del Bianzeno e quindi demolita nel 1960.
Rimboschito il sedime che aveva ospitato le rotaie e trasformata in giardino l'area della stazione inferiore, nel 1961 la posa di una statua della Madonna di Lourdes portò alla demolizione anche della stazione superiore.

## Caratteristiche

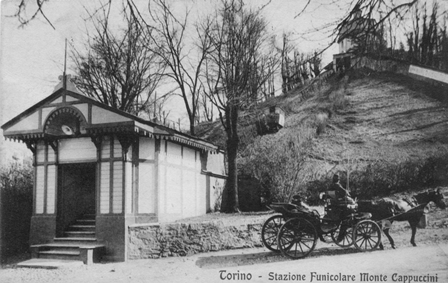
Dettaglio della stazione inferiore

La funicolare era realizzata a doppio binario per l'intero percorso, dal tracciato rettilineo, realizzato con rotaie Vignoles da 14 kg/m allo scartamento di 900 mm; nelle ore serali la sede era illuminata da alcuni lampioni elettrici.
Le due vetture, di modeste dimensioni, nel 1897 furono oggetto di una modifica che comportò l'aumento della tara dagli originali 920 kg a 1000 kg e la capienza da 6 a 8 passeggeri.
La stazione di partenza costituita da un chiosco in legno posto al margine inferiore del boschetto al livello dell'attuale corso Moncalieri (all'epoca denominato viale di Moncalieri), mentre quella superiore, adiacente alla birreria, era posta in prossimità dell'angolo nord del piazzale della chiesa.
Con un tempo di viaggio di circa due minuti, il percorso lungo 120 m ed raggiungeva la quota di 282,95 m cui era posta la stazione superiore, con una pendenza media del 20% e una massima pari al 36%.
La fune traente aveva un diametro di 12 mm ed era inizialmente mossa da un motore alimentato a gas di circa 3 kW, dimensionato in modo da far salire una vettura carica anche se quella discendente era vuota, il quale agiva su una puleggia di 2 metri di diametro, sostituito nel 1902, sotto la gestione Pessina, con un motore elettrico a corrente alternata.